# Markéta Brabantská (1276–1311)
Markéta Brabantská (francouzsky Marguerite de Brabant, 4. října 1276 – 14. prosince 1311 Janov) byla lucemburská hraběnka, římská královna, manželka římského krále Jindřicha VII. a matka českého krále Jana Lucemburského

## Manželství jako důkaz smíru
Markéta pocházela z manželství brabantského vévody Jana I. a Markéty, dcery Víta z Dampierre. Za lucemburského hraběte Jindřicha se provdala v červnu roku 1292 na hradě Tervuren nedaleko Bruselu. K uzavření sňatku bylo zapotřebí papežského dispenzu, neboť oba mladí lidé byli ve třetím stupni příbuzenství. Sňatek měl zpečetit mír mezi Brabantskem a Lucemburskem, který měl konečně zavládnout po bitvě u Worringenu.
| „                     | …aby se pak obrátila příčina starého sporu ve svazek jednoty a míru, usmyslili si starší lidu jak vévodství, tak hrabství uzavříti mezi dědici posvátné spojení řádného manželství… | “ |
| — Zbraslavská kronika | |   |

I přesto, že důvody k uzavření manželského svazku měly politické pozadí, bylo manželství požehnáno vzájemnou náklonností a důvěrou. Nová lucemburská hraběnka byla podle současníků menší sličné postavy, plavovlasá, dívčího vzhledu a dobrotivé povahy. Byla také velmi zbožná. Vynikala výřečností, rozvážným úsudkem a na rozhodnutí svého manžela měla údajně velký vliv.
| „                 | …je soucitná k padlým, svému muži je oddána nejupřímnější láskou, umí dobře mluvit, hovoří však bez domýšlivosti. | “ |
| — Albert Mussatus | |   |

6. ledna 1309 byl Jindřich v Cáchách korunován římským králem a o rok později manželé společně vyjeli na římskou jízdu. Těsně před tím se rozloučili se svým jediným synem Janem, pojmenovaným po Markétině otci, který se vydal získat své nové české království. Královna se se synem a dcerami již nikdy neshledala.
| „                     | …blažená královna Markéta začala z nákazy zkaženého vzduchu a zápachu, kterou si přivodila při obléhání města Brescie, v městě Janově stonati obtížnou těžkou nemocí a tam, zmořena tíhou choroby, splácejíc dluh Adamův, skončila poslední den svého života léta Páně 1311 v měsíci prosinci. | “ |
| — Zbraslavská kronika | |   |

## Hrob

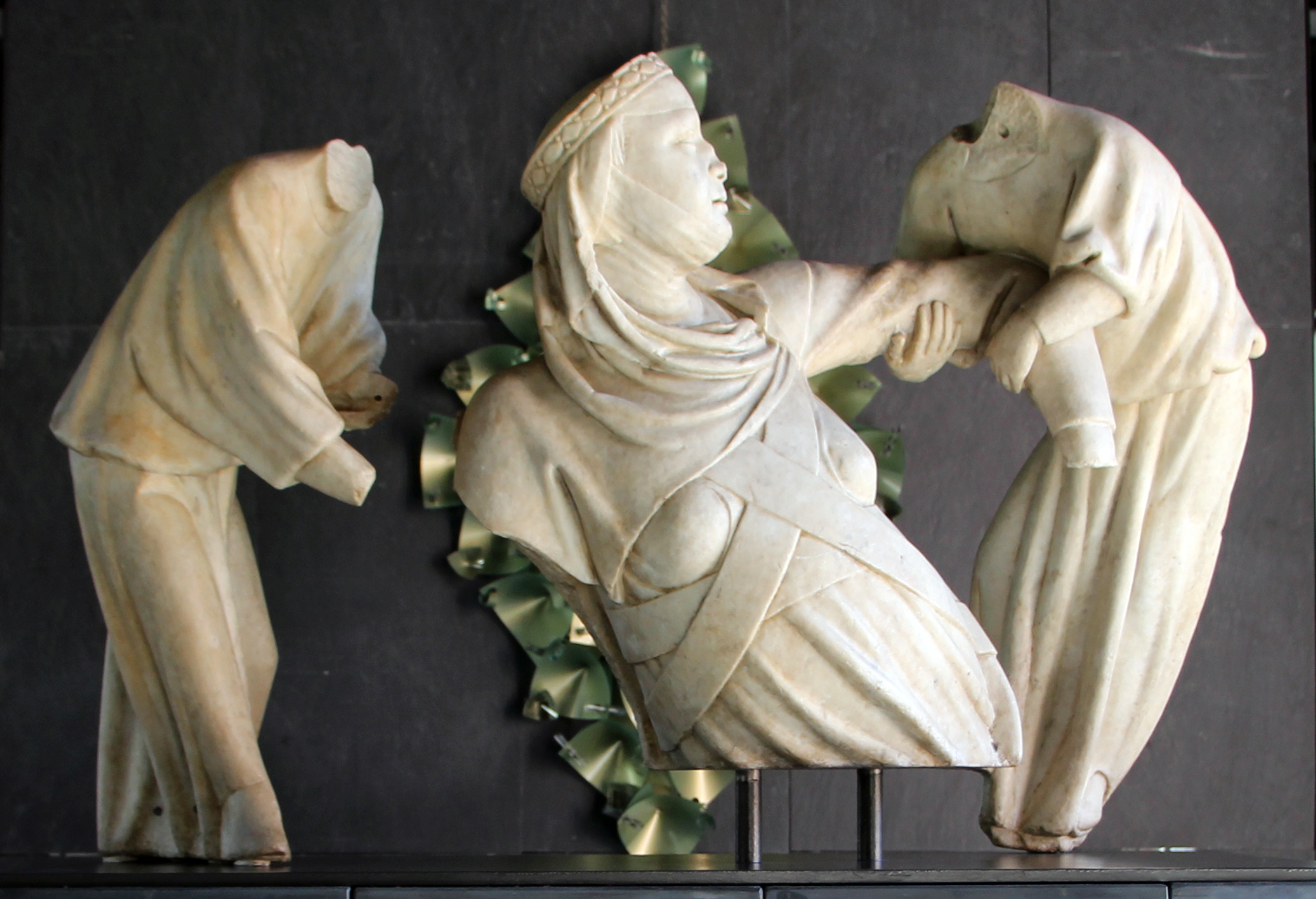
Dva andělé vyzdvihují Markétu z hrobu pro následné Nanebevstoupení; torzo výzdoby Markétina náhrobku, Giovanni Pisano, carrarský mramor, 1313

Markéta byla v Janově pohřbena nejprve v minoritském kostele San Francesco di Castelleto. Šlo zřejmě o dočasné umístění, tělo mělo být odvezeno k pohřbu do Německa. Král po příjezdu do Pisy změnil názor, rozhodl se pro glorifikaci královny a sochaři Giovannimu Pisanovi zadal objednávku Markétina mramorového náhrobku s ideou vyobrazení jejího Nanebevstoupení. Náhrobek se skládal ze sarkofágu neseného alegorickými sochami křesťanských ctností, a na víku měl postavu královny, vyzdvihované z hrobu pro následné svatořečení.
Kostel byl zbořen v letech 1798–1807. Z působivého náhrobku, považovaného za významné dílo vrcholné italské gotiky zbyly pouze fragmenty tří postav, dnes vystavené v Museo di Sant'Agostino v Janově.
Díky pověsti o zázračných uzdraveních u Markétina hrobu a hlavně snaze ovdovělého císaře Jindřicha a janovského arcibiskupa Porchetta Spinoly (†1321) byla Markéta v srpnu roku 1313 blahořečena. Ke svatořečení již nedošlo, protože aktéři procesu zemřeli.
Jindřichovi se po manželčině skonu podařilo roku 1312 v Římě dosáhnout císařské korunovace. Z císařského diadému se dlouho neradoval, zemřel zřejmě na malárii 24. srpna 1313 v Buoncoventu a před svou smrtí vydal příkaz, aby jeho srdce bylo pohřbeno v sarkofágu jeho choti.

## Vývod z předků
|                    |                          |  |                     |                              |  |  |  |  |  |  |  | Jindřich I. Brabantský |
|                    |                          |  |                     |                              |  |  |  |  |  |  |  |                        |
|                    | Jindřich II. Brabantský  |  |                     |                              |  |  |  |  |  |  |  |                        |
|                    |                          |  |                     |                              |  |  |  |  |  |  |  |                        |
|                    |                          |  |                     | Matylda z Boulogne           |  |  |  |  |  |  |  |                        |
|                    |                          |  |                     |                              |  |  |  |  |  |  |  |                        |
|                    | Jindřich III. Brabantský |  |                     |                              |  |  |  |  |  |  |  |                        |
|                    |                          |  |                     |                              |  |  |  |  |  |  |  |                        |
|                    |                          |  |                     | Filip Švábský                |  |  |  |  |  |  |  |                        |
|                    |                          |  |                     |                              |  |  |  |  |  |  |  |                        |
|                    | Marie Štaufská           |  |                     |                              |  |  |  |  |  |  |  |                        |
|                    |                          |  |                     |                              |  |  |  |  |  |  |  |                        |
|                    |                          |  |                     | Irena Angelovna              |  |  |  |  |  |  |  |                        |
|                    |                          |  |                     |                              |  |  |  |  |  |  |  |                        |
|                    | Jan I. Brabantský        |  |                     |                              |  |  |  |  |  |  |  |                        |
|                    |                          |  |                     |                              |  |  |  |  |  |  |  |                        |
|                    |                          |  |                     | Odo III. Burgundský          |  |  |  |  |  |  |  |                        |
|                    |                          |  |                     |                              |  |  |  |  |  |  |  |                        |
|                    | Hugo IV. Burgundský      |  |                     |                              |  |  |  |  |  |  |  |                        |
|                    |                          |  |                     |                              |  |  |  |  |  |  |  |                        |
|                    |                          |  |                     | Alice z Vergy                |  |  |  |  |  |  |  |                        |
|                    |                          |  |                     |                              |  |  |  |  |  |  |  |                        |
|                    | Adéla Burgundská         |  |                     |                              |  |  |  |  |  |  |  |                        |
|                    |                          |  |                     |                              |  |  |  |  |  |  |  |                        |
|                    |                          |  |                     | Robert III. z Dreux          |  |  |  |  |  |  |  |                        |
|                    |                          |  |                     |                              |  |  |  |  |  |  |  |                        |
|                    | Jolanda z Dreux          |  |                     |                              |  |  |  |  |  |  |  |                        |
|                    |                          |  |                     |                              |  |  |  |  |  |  |  |                        |
|                    |                          |  |                     | Aenor ze Saint-Valéry        |  |  |  |  |  |  |  |                        |
|                    |                          |  |                     |                              |  |  |  |  |  |  |  |                        |
| Markéta Brabantská |                          |  |                     |                              |  |  |  |  |  |  |  |                        |
|                    |                          |  |                     |                              |  |  |  |  |  |  |  |                        |
|                    |                          |  | Vít II. z Dampierre |                              |  |  |  |  |  |  |  |                        |
|                    |                          |  |                     |                              |  |  |  |  |  |  |  |                        |
|                    | Vilém II. z Dampierre    |  |                     |                              |  |  |  |  |  |  |  |                        |
|                    |                          |  |                     |                              |  |  |  |  |  |  |  |                        |
|                    |                          |  |                     | Matylda Bourbonská           |  |  |  |  |  |  |  |                        |
|                    |                          |  |                     |                              |  |  |  |  |  |  |  |                        |
|                    | Vít z Dampierre          |  |                     |                              |  |  |  |  |  |  |  |                        |
|                    |                          |  |                     |                              |  |  |  |  |  |  |  |                        |
|                    |                          |  |                     | Balduin I. Konstantinopolský |  |  |  |  |  |  |  |                        |
|                    |                          |  |                     |                              |  |  |  |  |  |  |  |                        |
|                    | Markéta II. Flanderská   |  |                     |                              |  |  |  |  |  |  |  |                        |
|                    |                          |  |                     |                              |  |  |  |  |  |  |  |                        |
|                    |                          |  |                     | Marie ze Champagne           |  |  |  |  |  |  |  |                        |
|                    |                          |  |                     |                              |  |  |  |  |  |  |  |                        |
|                    | Markéta z Dampierre      |  |                     |                              |  |  |  |  |  |  |  |                        |
|                    |                          |  |                     |                              |  |  |  |  |  |  |  |                        |
|                    |                          |  |                     | Vilém II. z Béthuné          |  |  |  |  |  |  |  |                        |
|                    |                          |  |                     |                              |  |  |  |  |  |  |  |                        |
|                    | Robert VII. z Béthune    |  |                     |                              |  |  |  |  |  |  |  |                        |
|                    |                          |  |                     |                              |  |  |  |  |  |  |  |                        |
|                    |                          |  |                     | Matylda z Dendermonde        |  |  |  |  |  |  |  |                        |
|                    |                          |  |                     |                              |  |  |  |  |  |  |  |                        |
|                    | Matylda z Béthuné        |  |                     |                              |  |  |  |  |  |  |  |                        |
|                    |                          |  |                     |                              |  |  |  |  |  |  |  |                        |
|                    |                          |  |                     | Arnold IV. z Morialmé        |  |  |  |  |  |  |  |                        |
|                    |                          |  |                     |                              |  |  |  |  |  |  |  |                        |
|                    | Alžběta z Morialmé       |  |                     |                              |  |  |  |  |  |  |  |                        |
|                    |                          |  |                     |                              |  |  |  |  |  |  |  |                        |
|                    |                          |  |                     | ?                            |  |  |  |  |  |  |  |                        |
|                    |                          |  |                     |                              |  |  |  |  |  |  |  |                        |